# Toronto-Est-Centre
Pour les articles homonymes, voir Toronto (homonymie).
Toronto-Est-Centre fut une circonscription électorale fédérale de l'Ontario, représentée de 1925 à 1935.
La circonscription de Toronto-Est-Centre a été créée en 1924 à partir de Toronto-Centre, Toronto-Est et Toronto-Sud. Abolie en 1933, elle fut redistribuée parmi Rosedale et St. Paul's.

## Géographie
En 1924, la circonscription de Toronto-Est-Centre consistait à une partie de la ville de Toronto délimitée par la rivière Don, par le chemin de fer Canadien National, l'Avenue Road, Queen's Park Crescent, University Avenue, Dundas et Jarvis Street.

## Députés
1. 1925-1926 — Edmund James Bristol, CON
2. 1926-1935 — Robert Charles Matthews, CON

- CON = Parti conservateur du Canada (ancien)